# Montcet
Montcet ist eine französische Gemeinde mit 715 Einwohnern (Stand 1. Januar 2022) im Département Ain in der Region Auvergne-Rhône-Alpes; sie gehört zum Arrondissement Bourg-en-Bresse und zum Kanton Attignat.

## Geographie
Die Gemeinde Montcet liegt am Nordrand der Seenlandschaft Dombes in der Bresse, acht Kilometer westlich von Bourg-en-Bresse und rund 25 Kilometer südöstlich von Mâcon. 
Nachbargemeinden von Montcet sind Polliat im Norden, Buellas im Osten, Montracol im Süden und Vandeins im Westen.
Der Ort liegt im Tal des Flusses Irance, der von Südwesten kommend im Gemeindegebiet eine große Schleife zieht und schließlich in westlicher Richtung der Veyle zustrebt.

## Bevölkerungsentwicklung
| Jahr                       | 1968 | 1975 | 1982 | 1990 | 1999 | 2010 | 2021 |
| Einwohner                  | 311  | 282  | 290  | 420  | 489  | 665  | 704  |
| Quellen: Cassini und INSEE |      |      |      |      |      |      |      |

### Verkehrsanbindung
Höherrangige Verkehrsverbindungen verlaufen in den nördlichen und südlichen Nachbargemeinden. Das eigene Gemeindegebiet wird durch die Départementsstraßen D 67 (von Polliat Richtung Saint-André-sur-Vieux-Jonc) und D45 (von Vandeins Richtung Buellas) erschlossen.
Die nächstgelegene Haltestelle an der Bahnstrecke Bourg-en-Bresse nach Mâcon befindet sich in Polliat.

## Sehenswürdigkeiten

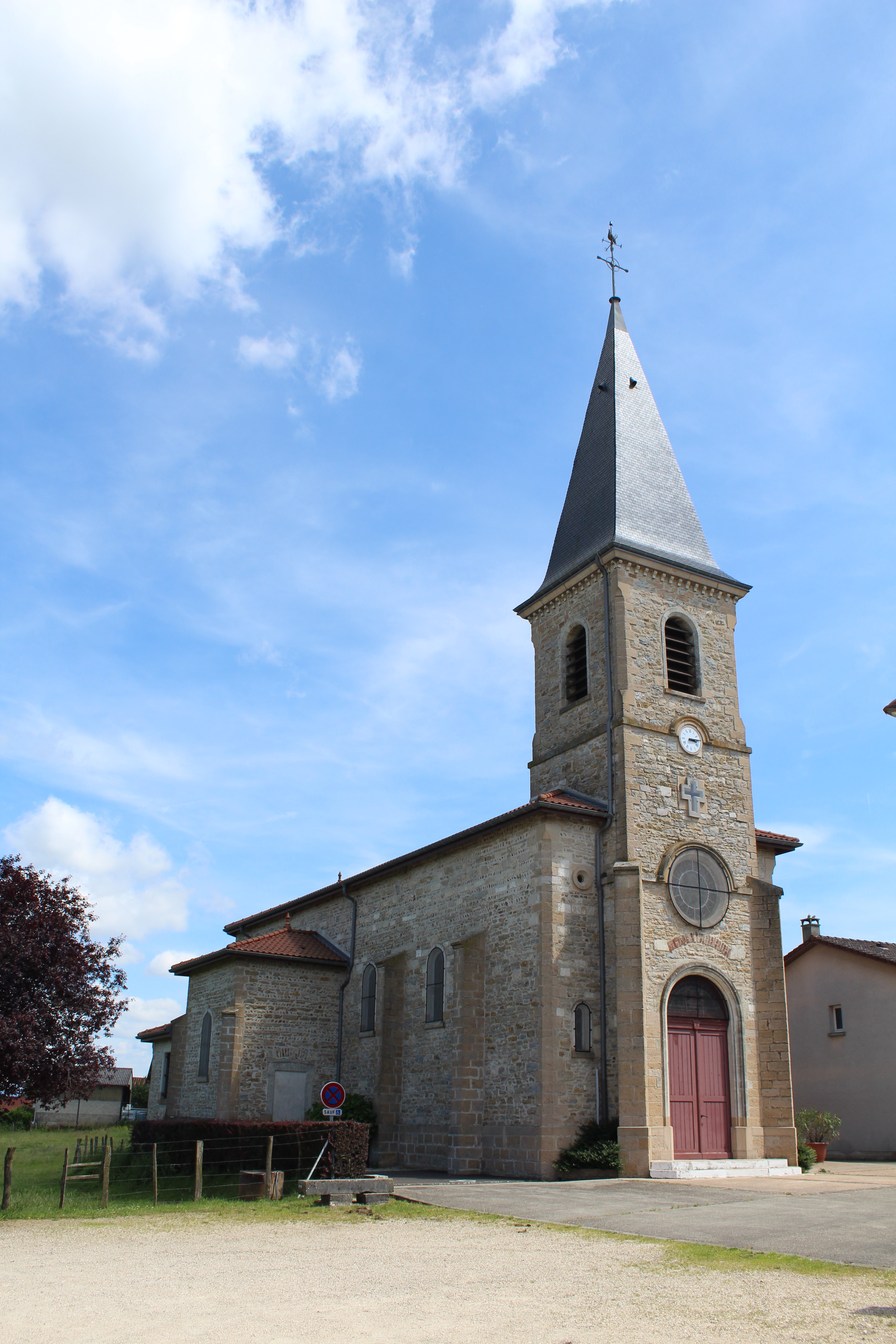
Kirche Saint-Étienne
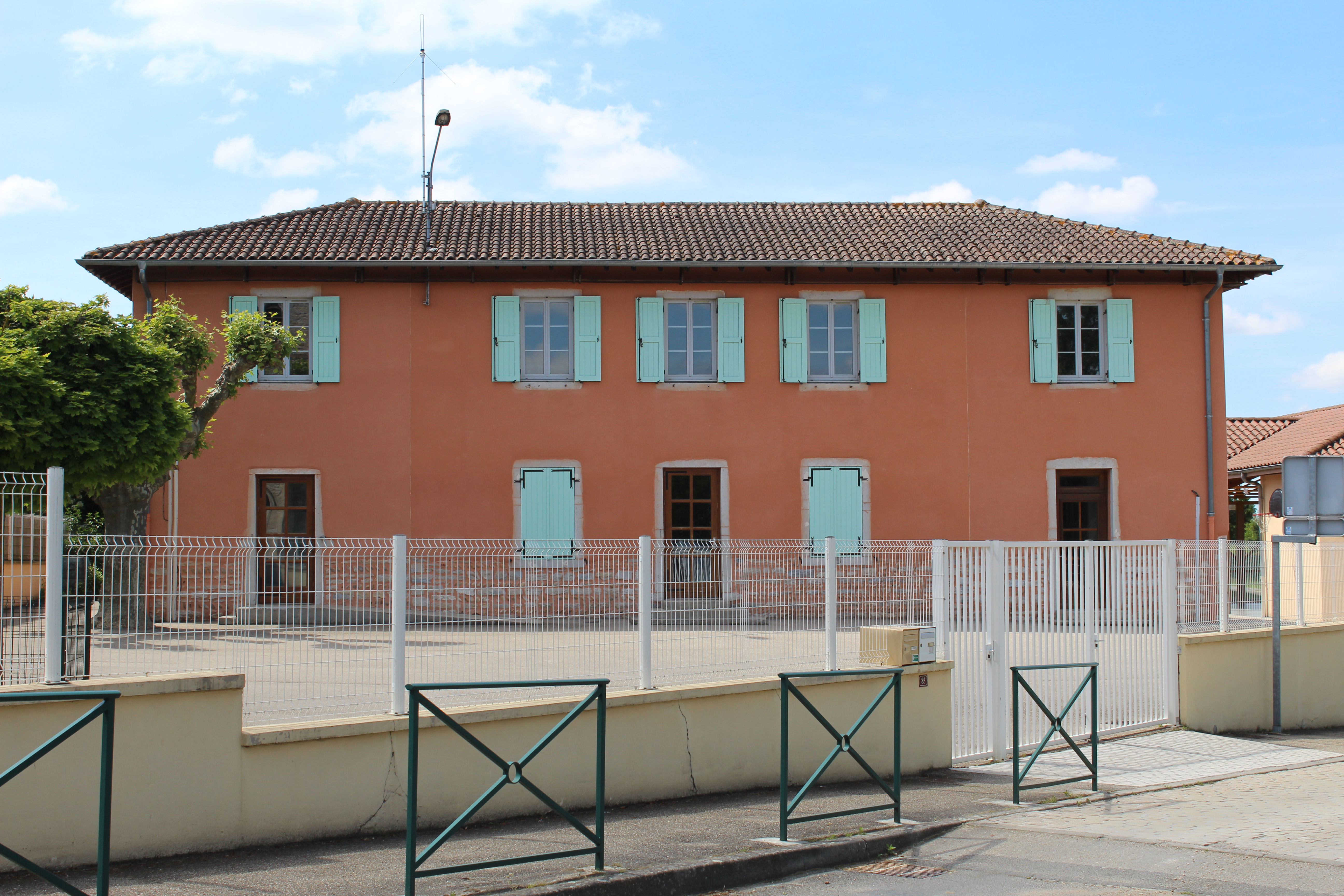
Schule
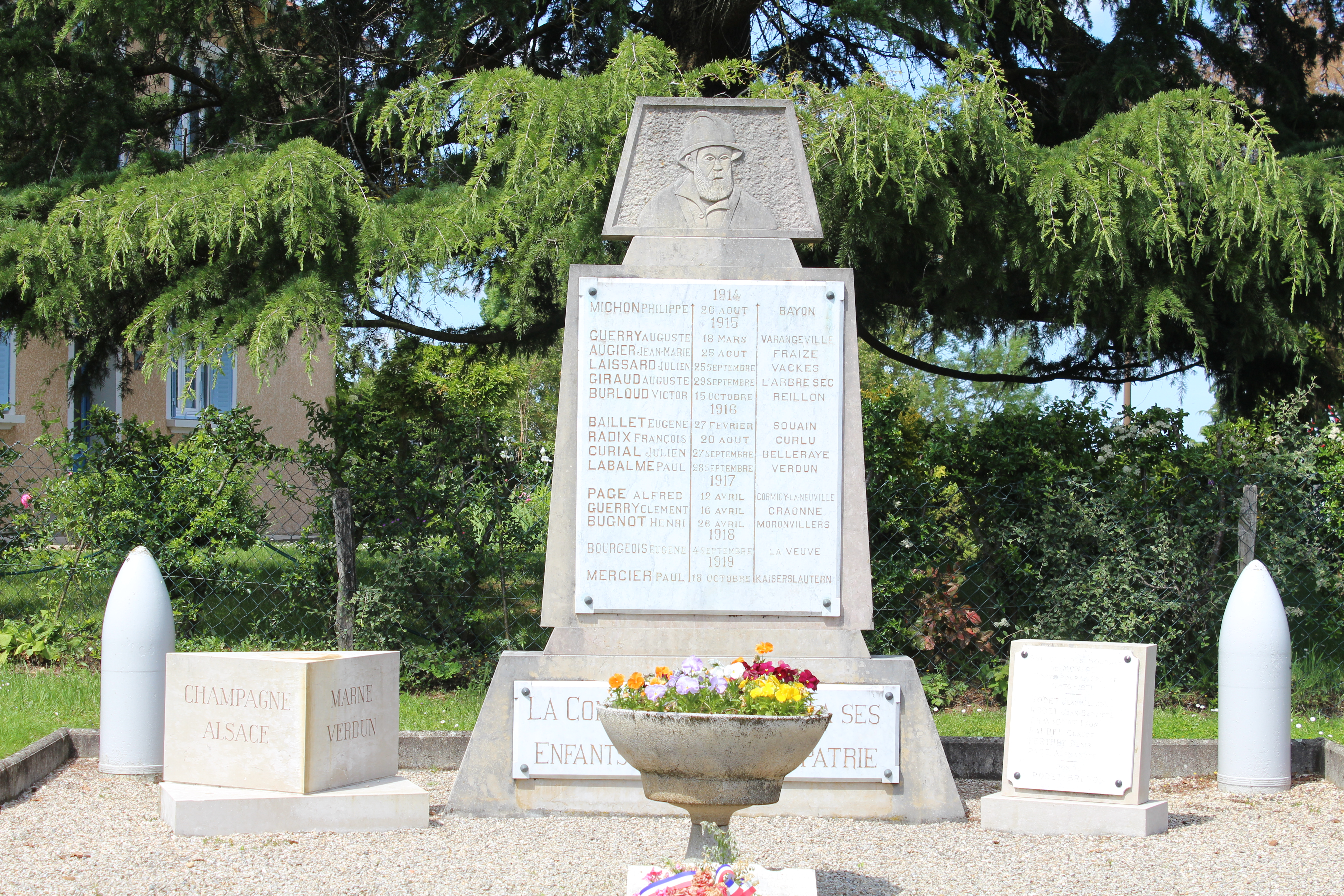
Gefallenendenkmal

- Kirche Saint-Étienne
- Schule
- Gefallenendenkmal